# Jevremovac (Šabac)
Jevremovac (srbsky Јевремовац) je vesnice v Srbsku, administrativně spadající pod město Šabac. Leží v jeho značné blízkosti a je součástí jeho příměstské oblasti. 
V roce 2002 zde žilo 3310 obyvatel a v roce 2022 3387 lidí. Dříve se vesnice jmenovala Muselini. V roce 2018 zde byla budována nová ambulance.
Jevremovac má svoji školu. V centru obce se také nachází památník partyzánskému vojsku.
Od Šabace odděluje Jevremovac městský okruh. Obec je soustředeně okolo hlavní silnice (Šabac – Krupanj).